# چارلی مورفی
چارلی مورفی (انگلیسی: Charlie Murphy؛ زادهٔ ۱ دسامبر ۱۹۸۸) بازیگر زن اهل ایرلند است.
از فیلم‌ها یا برنامه‌های تلویزیونی که وی در آن نقش داشته‌است، می‌توان به ۷۱، آخرین پادشاهی، پیکی بلایندرز، فیلومنا، درمانگاه، بیگانه و هیلو اشاره کرد.